# Романовский, Юлиан Антонович
Юлиан Антонович Романовский (19 января 1907 года, Санкт-Петербург, Российская империя – 16 февраля 1958 года, Москва, РСФСР)  — специалист в области корабельной артиллерии, кандидат военно-морских наук, контр-адмирал. Участник Великой Отечественной войны.

## Биография
Родился 19 января 1907 г. в Санкт-Петербурге. В 1927 году окончил ВВМУ им. М. В. Фрунзе. Служил на крейсере «Аврора» (1928—1929) вахтенным начальником и в (1931—1936) должностях старшего артиллериста, помощника командира корабля, старшего помощника командира корабля.
Ю. А. Романовский участвовал в Великой Отечественной войне. С приближением линии фронта к Ленинграду он занимался выбором и оборудованием огневых позиций для стационарных береговых железнодорожных батарей, обучением личного состава кораблей боевому использованию артиллерии при стрельбе по береговым целям. В составе штаба начальника артиллерии КБФ он участвовал в организации контр-батарейной борьбы силами артиллерии КБФ по немецким батареям, обстреливавшим Ленинград, обеспечивал огневое прикрытие при переходе судов по морскому каналу Ленинград — Кронштадт, а также огневое содействие сухопутным частям Ленинградского фронта.
С 1942 г. — начальник отдела морской стрельбы АНИМИ, начальник АНИМИ (1955—1957), начальник артиллерийского филиала 4 НИИ ВМФ(1957—1958).
Скончался Юлиан Антонович Романовский 16 февраля 1958 г. в Москве. Похоронен в Санкт Петербурге на Серафимовском кладбище.

## Награды
Ю. А. Романовский награждён: 
- орденом Ленина (1950),
- двумя орденами Красного Знамени (1944[1], 1954),
- орденом Отечественной войны II ст. (1948)[2],
- медалью «За Победу над Германией в Великой Отечественной войне 1941–1945 гг.»[3]
- медалью «За оборону Ленинграда»[4].